# Gorgone roseipila
Gorgone roseipila là một loài bướm đêm trong họ Noctuidae.